# Eloro (Wein)
Unter der Bezeichnung Eloro DOC werden Rosé- und Rotweine in den Freien Gemeindekonsortien Syrakus und Ragusa auf Sizilien produziert. Seit 1994 besitzen die Weine eine „kontrollierte Herkunftsbezeichnung“ (Denominazione di origine controllata – DOC), die zuletzt am 7. März 2014 aktualisiert wurde. Es gibt auch eine Unterzone (sottozona) namens „Pachino“.

## Anbau
Der Anbau ist auf folgende Gemeinden begrenzt:
- im Freien Gemeindekonsortium Syrakus: Noto, Pachino, Portopalo di Capo Passero und Rosolini
- im Freien Gemeindekonsortium Ragusa: Ispica.

## Erzeugung
Die Rosé- und Rotweine nur mit der Bezeichnung Eloro müssen zu mindestens 90 % aus den Rebsorten Nero d’Avola, Frappato und/oder Pignatello (einzeln oder gemeinsam) hergestellt werden. Pignatello ist ein Synonym für die Rebsorte Perricone.
Wird bei einem Wein außer Eloro noch die Rebsorte (Nero d’Avola, Frappato oder Pignatello) angegeben, so muss diese zu mindestens 90 % enthalten sein. Höchstens 10 % andere rote Rebsorten, die für den Anbau in der Region Sizilien zugelassen sind, dürfen zugesetzt werden.
Weine mit der Erwähnung der Unterzone Pachino müssen zu mindestens 80 % aus der Rebsorte Nero d’Avola bestehen. Höchstens 20 % andere rote Rebsorten, die für den Anbau in der Region Sizilien zugelassen sind, dürfen zugesetzt werden.

## Beschreibung
laut Denomination (Auszug):

### Eloro rosato
- Farbe: mehr oder weniger intensiv rose-grau (Occhio di pernice) mit granatfarbenen Reflexen
- Geruch: zart mit Fruchtaroma
- Geschmack: fruchtig, charakteristisch, samtig, leicht säuerlich
- Alkoholgehalt: mindestens 11,5 Vol.-%
- Säuregehalt: mind. 5,0 g/l
- Trockenextrakt: mind. 17,0 g/l

### Eloro rosso
- Farbe: mehr oder weniger intensiv rubinrot, bisweilen mit violetten oder granatfarbenen Reflexen
- Geruch: offen, kräftig, leicht ätherisch
- Geschmack: spritzig, Tannin mit einem angenehm trockenen Nachgeschmack, leicht bitter, leicht frisch
- Alkoholgehalt: mindestens 12,0 Vol.-%
- Säuregehalt: mind. 5,0 g/l
- Trockenextrakt: mind. 21,0 g/l